# Europees kampioenschap quadcross
Het Europees kampioenschap quadcross, in het Engels European Quad Championship, is een jaarlijks  quadcross-kampioenschap georganiseerd door de Fédération Internationale de Motocyclisme (FIM) sinds 2008.

## Geschiedenis
Als voorloper werd in 2007 de Coupe d’Europe georganiseerd. Deze werd gewonnen door de Brit John Mitchell.

## Erelijst
| Jaar | Goud              | Zilver              | Brons              |
| ---- | ----------------- | ------------------- | ------------------ |
| 2008 | Romain Couprie    | ?                   | ?                  |
| 2009 | Paul Holmes       | ?                   | ?                  |
| 2010 | Romain Couprie    | ?                   | ?                  |
| 2011 | Romain Couprie    | ?                   | ?                  |
| 2012 | Jeremie Warnia    | ?                   | ?                  |
| 2013 | Jeremie Warnia    | ?                   | ?                  |
| 2014 | Mike van Grinsven | ?                   | ?                  |
| 2015 | Edgars Mengelis   | Mike Van Grinsven   | Jani Tanhuanpää    |
| 2016 | Edgars Mengelis   | ?                   | ?                  |
| 2017 | Kevin Saar        | Christopher Tveraen | Oliver Vandendijck |
| 2018 | Kevin Saar        | Christopher Tveraen | Harry Walker       |
| 2019 | Kevin Saar        | Patrick Turrini     | Harry Walker       |

### Meeste gewonnen kampioenschappen
| Rijder            | Totaal |
| ----------------- | ------ |
| Romain Couprie    | 3      |
| Kevin Saar        | 3      |
| Jeremie Warnia    | 2      |
| Edgars Mengelis   | 2      |
| Paul Holmes       | 1      |
| Mike van Grinsven | 1      |